# Milford (Donegal)
Milford (irisch Baile na nGallóglach) ist eine Landstadt im County Donegal im Norden der Republik Irland.
Milford ist eine kleine Stadt nahe der Südspitze der Mulroy Bay am südwestlichen Rand der Halbinsel Fanad im Norden von Donegal, etwa 20 km nördlich von Letterkenny. Ihre Einwohnerzahl wurde bei der Volkszählung 2022 mit 1076 Personen ermittelt, was einer Steigerung der Einwohnerzahl um 25 % seit der Volkszählung 2006 entspricht.
Gegründet wurde der Ort im 18. Jahrhundert von einer Familie Clement. Der irische Name Baile na nGallóglach bedeutet übersetzt Stadt der Gallowglasses und nimmt Bezug auf schottische Söldner dieses Namens, die die angestammte irische Bevölkerung bei einer Schlacht mit den englischen Invasoren auf der Spitze des Hügels im Ort unterstützten.
Im Jahr 2009 hatte Milford mit drei Schulen, einem Erwachsenenbildungszentrum, Gesundheitszentrum und Tierarztpraxis, einer öffentlichen Bücherei mit Gemeinderatbüros, Postamt und Feuerwehrstation sowie Supermarkt, vier Pubs und einem Dreisternehotel am Stadtrand eine für irische Kleinstädte recht typische soziale Infrastruktur.